# 丹尼斯·尼爾森
丹尼斯·尼爾森（英語：Dennis Nilsen，1945年11月23日—2018年5月12日）是一名蘇格蘭連環殺手和戀屍癖殺手，他在1978年至1983年於英國倫敦犯下一系列殺人事件，殺害了至少12名年輕男子。丹尼斯·尼爾森被判定六項謀殺罪和兩起未遂謀殺罪，尼爾森於1983年11月4日被判處無期徒刑。丹尼斯·尼爾森晚年被關押在傅爾沙頓最高安全管理監獄。

## 歷史
丹尼斯·尼爾森在倫敦北部的兩個地址犯下謀殺案。他通過詭計誘惑受害者，並通過扼殺謀殺他們，有時是溺死受害人。他通常會為屍體洗澡著裝，並陪伴屍體數日或數週，隨後將屍體肢解，也會與屍體發生性行為。
他會將器官從受害人體內取出，丟棄在附近，其餘部位生火燒掉，或將更小的屍塊和骨頭沖下馬桶。有次屍塊堵塞住他住處外的下水道，丹尼斯·尼爾森因此落網。
尼爾森因為後來在倫敦北部穆斯威爾山區發生的謀殺案而被稱為穆斯韋爾山殺人犯。他於2018年5月12日在監獄中逝世。

## 媒體

### 電影
- Cold Light of Day (1989)[2][3]：Fhiona Louise執導，Bob Flag主演丹尼斯·尼爾森[4]於1990年威尼斯影展獲得UCCA Venticittà獎。

### 電視劇
- The Black Museum (1988)[5][6]
- Great Crimes and Trials of the 20th Century S02E15 "The Kindly Killer" (1993), commissioned by the BBC[7][6]
- Real Crime S03E04 "A Mind To Murder" (2003), commissioned by ITV1[8]
- Serial Killers: The Evil Inside "Dennis Nilsen" (2008), commissioned by Discovery Networks Europe[9]
- Born to Kill? S03E05 "Dennis Nilsen" (2012)[10]
- Countdown To Murder S01E02 "Dennis Nilsen's First Kill" (2013), commissioned by Channel 5[11]
- Encounters with Evil S01E01 "Thrill Killers" (2016), commissioned by CBS Reality.

- Des(2020), commissioned by ITV